# Ilirija Lubiana
Il ND Ilirija è una società calcistica slovena con sede a Lubiana, che disputò il campionato di MNZ Ljubljana league, quinto livello del calcio sloveno. Fu fondato nel 1911 ed è il club più vecchio della nazione.

## Storia

### SK Ilirija (1911–1941)
Al principio del XX secolo il calcio fu portato a Lubiana da Vienna, ed era giocato per lo più da studenti. Il Nogometno društvo Ilirija, predecessore dell'Olimpija, fu fondato il 9 giugno 1911 in un pub chiamato Roža on Židovska cesta in Ljubljana. Albin Kandare fu eletto primo presidente dell'Ilirija, e il loro primo campo era nel Parco Tivoli. La prima partita dell'Ilirija fu disputata il 1º gennaio 1912, e si concluse con una sconfitta per 18–0 contro l'Hermes, una squadra di studenti locali fondata nel 1910. Nel 1913 l'Ilirija si fuse proprio con l'Hermes. Nei primi anni di attività l'Ilirija giocò per lo più amichevoli contro squadre croate di Zagabria come HAŠK, Građanski e Concordia. Un importante punto di svolta fu un'amichevole contro i cechi del Slavia Praga disputata a Lubiana il 5 agosto 1913 che l'Ilirija perse per 10–0. Tuttavia, i dirigenti e i calciatori dell'Ilirija, impressionati dalla forza dello Slavia, convinsero il calciatore dello Slavia Jirkovský a rimanere a Lubiana assumendolo come primo allenatore dell'Ilirija dopo l'incontro. I migliori giocatori dell'Ilirija in quel periodo erano Stanko Tavčar, Ernest Turk, Stanko Pelan e Oto Oman.
Allo scoppio della prima guerra mondiale, l'Ilirija e lo Slovan (fondata nel 1913 e tuttora attiva) erano le uniche squadre di calcio in Slovenia, e durante il conflitto ogni attività agonistica fu sospesa. Nel 1919 l'Ilirija riprese l'attività, presto seguito dallo Slovan. A causa della crescente diffusione del calcio in Slovenia, altre squadre slovene vennero fondate nel giro di breve tempo tra cui l'Olimp a Celje, il 1. SSK Maribor a Maribor e l'ASK Primorje a Lubiana; quest'ultima squadra divenne la più grande rivale dell'Ilirija nel decennio a venire.

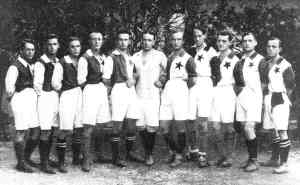
La formazione dello SK Ilirija che vinse il primo campionato sloveno nel 1920.

Nel marzo 1920 venne fondata la Ljubljanska nogometna podzveza, che a partire dallo stesso anno organizzò il campionato sloveno che fungeva da qualificazione per il campionato jugoslavo: l'Ilirija si aggiudicò le prime nove edizioni del campionato della Slovenia (all'epoca parte del Regno di Jugoslavia), divenendo quindi la prima squadra a vincerlo, e si qualificò più volte al campionato jugoslavo; in totale tra il 1920 e il 1935 il club vinse ben 12 campionati sloveni (13 se si considera che nella stagione 1920-1921 si svolsero un campionato autunnale e uno primaverile, entrambi vinti dall'Ilirija). A metà degli anni trenta Ilirija e Primorje ebbero entrambe problemi economici che portarono alla loro fusione in una nuova compagine, lo SK Ljubljana, nel 1936. Tra il 1936 e il 1941 lo SK Ljubljana era una delle migliori squadre della Slovenia (vincendo i campionati sloveni del 1935–36 e 1940–41) e militò anche nel campionato jugoslavo di massima serie, istituito nel 1923. Inoltre, il giocatore dell'Ilirija Stanko Tavčar fu l'unico calciatore sloveno a militare nella nazionale jugoslava nel periodo tra le due guerre mondiali. Con la nazionale jugoslava prese parte al torneo olimpico di calcio del 1920 giocando contro Cecoslovacchia e Egitto nelle prime due partite in assoluto della nazionale jugoslava. Il SK Ljubljana militò nel massimo campionato jugoslavo fino al 1941, quando l'invasione della Jugoslavia nel corso della II Guerra Mondiale portò alla sospensione del campionato nazionale. Il club prese parte, successivamente, alle competizioni organizzate dalle autorità di occupazione italiane nella Provincia di Lubiana. Quando Lubiana fu liberata dai partigiani di Tito, la squadra era ancora in attività, e disputò una partita il 20 maggio 1945 contro la squadra del 7º corpo d'armata, ma ben presto venne sciolta dalle nuove autorità comuniste.

### NK Ilirija (1950–1991)
Dopo la seconda guerra mondiale, con il contributo di alcuni ex giocatori dell'anteguerra, il club fu rifondato nel 1950. La sede fu spostata nella periferia di Lubiana, più precisamente a Zgornja Šiška, dove costruirono il loro stadio nel 1963. Presero parte a molte edizioni della Lega Repubblicana Slovena, al terzo livello della piramide calcistica jugoslava. Il miglior piazzamento fu il secondo posto raggiunto nel 1972. Nel 1986 l'Ilirija fu retrocesso nella Lega Zonale Ovest (Območna liga zahod) dove rimase fino alla dissoluzione della Jugoslavia.

### Dopo il 1991
Dall'indipendenza della Slovenia in poi, l'Ilirija militò per un paio di stagioni nel campionato cadetto sloveno (2. SNL). Tuttavia, dopo un buon terzo posto nel campionato cadetto 1991–92, nella stagione successiva terminarono il campionato al quindicesimo posto, retrocedendo conseguentemente in terza serie. Fino al 2017 l'Ilirja non è più riuscito a tornare nel campionato cadetto, militando nei campionati minori. Nel 2017 conquistò la promozione in 2. SNL.

## Colori e simboli
Template:Divisa calcio box
I colori tradizionali dell'Ilirija sono il verde e il bianco, colori fortemente associati alla città di Lubiana. Anche se il verde e il bianco sono stati i colori del club fin dai primordi, nei primi anni l'Ilirija vestiva di solito casacche bianco-rosse con una stella, in omaggio allo Slavia Praga.
Lo stemma del club raffigura nome, anno di fondazione e una colonna in ordine dorico. Il nome stesso è un riferimento alla regione storica dell'Illiria.

## Stadio
Nel periodo interbellico, l'Ilirija disputava i propri incontri interni sul campo di via Celovška, che fu costruito nel 1919 ed era situato tra la stazione di stato e la Pivovarna Union. Dopo la seconda guerra mondiale, l'Ilirija si trasferì allo Športni park Ilirija, dove è stato edificato lo stadio attuale nel 1963. Ha una capienza di 1000 posti ed è lo terzo stadio di Lubiana. Oltre alle partite di calcio ha anche ospitato altri eventi sportivi tra il 1963 e il 2020.

## Palmarès
- Campionato sloveno di calcio: 13  (prima dell'Indipendenza del 1992)

1920, 1920-1921, 1921-1922, 1922-1923, 1923-1924, 1924-1925, 1925-1926, 1926-1927, 1929-1930, 1931-1932, 1933-1934, 1934-1935, 1935-1936